# Качмарчик, Ярослав Феофилович
Яросла́в Феофи́лович Качма́рчик (26 июля 1885, Бинчарова, Австро-Венгрия — 1944) — польский и лемковский политический и общественный деятель, лемко по происхождению. В 1918-1920 годах — президент непризнанной Русской народной республики лемков.

## Биография

### Ранние годы
Ярослав Качмарчик родился в 1885 (по другой версии — в 1884 году) в лемковской деревне Бинчарова. Его отец — Феофил (Теофил) Качмарчик — был известным священником, религиозным и общественным деятелем и впоследствии признан преподобным. Он оказал большое влияние на молодого Ярослава.
Свои ранние годы Качмарчик посвятил изучению философии и юриспруденции, окончив юридический факультет Львовского университета и получив кандидатскую степень.
Во время Первой мировой войны Качмарчик служил в рядах Австро-Венгерской армии.

### Лемковская республика
Вскоре после окончания войны и распада Австро-Венгрии Ярослав Качмарчик примкнул к национально-политическому лемковскому движению, развернувшемуся на территории Лемковщины и Карпат. 5 декабря 1918 года в селе Флоринка состоялось совещание лидеров лемков, результатом которого стало принятие решение о создании национального лемковского государства.
В течение нескольких недель Качмарчику и его сторонникам удалось подчинить себе ряд населённых пунктов Лемковщины. В январе 1919 года под контроль лемков попал Грыбув. Вскоре после этого совет в Грыбуве был признан органом власти в лемковском государстве, а Качмарчик — президентом т. н. Русской народной республики Лемков.
Тем временем правительство Польской республики, развернувшее войну против Советской России и нуждавшееся в пополнении своей армии, решило мобилизовывать в её ряды за счёт лемков. Это привело к многочисленным конфликтам. Сотни лемков, мобилизованных в польскую армию, дезертировали и бежали из Польши. Грыбувский совет отказался от требований Польши в оказании материальной помощи полякам со стороны лемков и призвал всех жителей Лемковщины не оказывать таковой. Для достижения компромисса в марте 1919 года Качмарчик принял участие в польско-лемковской конференции, на которой сумел добиться отказа польских властей от мобилизации лемков. В июне того же года командование в Тарнуве официально освободило лемков от призыва на воинскую службу.
К осени 1919 года, однако, лемки снова начали мобилизовываться в польскую армию. Посетив Варшаву, Качмарчик вновь получил обещание не призывать лемков со стороны польских властей, но в итоге оно не было выполнено. В начале 1920 года Качмарчик публично заявил, что граждане лемковской республики имеют право на самоопределение в своих внутренних делах и впоследствии поднял этот вопрос на заседании во Флоринке в марте 1920 года, но его усилия оказались бесполезными. В сентябре 1920 года польское военное командование официально приказало полностью интегрировать лемков в польскую армию.

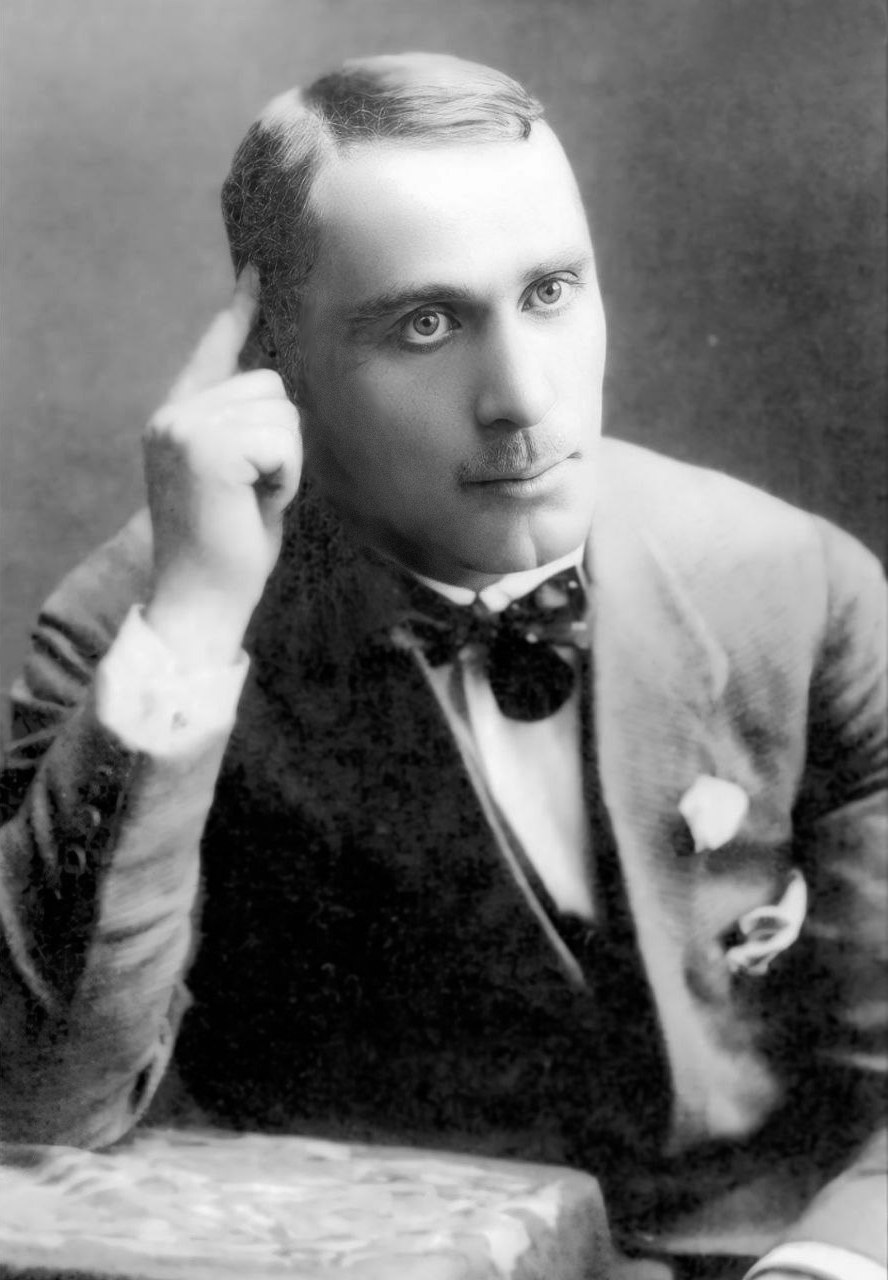
Фото Карчмарчика, вероятно во время визита в США

### Жизнь после президентства
Судьба Русской народной республики лемков была окончательно решена в начале 1921 года. 8 января Качмарчик был арестован поляками и спустя полгода предан суду. В ходе заседания он подчеркнул, что в период президентства действовал исключительно в пользу лемковского народа и способствовал улучшению отношений между лемками и поляками. В итоге он был оправдан и освобождён.
После освобождения Ярослав Качмарчик открыл юридическую контору в лемковском городе Мушина на юге Польши. С этого момента от перестал участвовать в общественной жизни Лемковщины. В 1923 году, во время визита в США, он отклонил приглашение на лемковский съезд в Нью-Йорке. О дальнейшей его жизни известно лишь то, что юридическую практику Качмарчик вёл вплоть до начала Второй мировой войны, после чего ушёл на пенсию и умер в 1944 году.